# Nupserha cerrutii
Nupserha cerrutii là một loài bọ cánh cứng trong họ Cerambycidae.